# Anton Taubner
Anton Moritz Taubner, en txec Antonín Mořic Taubner, en llatí Antonius Mauritius Taubnerus, fou un compositor txec de mitjan segle xviii. Va ser violinista de la capella del príncep de Lobkowitz i director de música de les esglésies de les Ursulines i de Sant Joan Nepomucè de Praga. Deixà un gran nombre de misses, motets, ofertoris i els oratoris titulats: La roca de Moisès, (1741), La casa de Jacob, 1746); La núvia abandonada, (1747), Els germans d'en Josep, (1748), El xai pasqual, (1754), La tomba de Jesucrist, (1758).